# Wahlbezirk Galizien 24
Der Wahlbezirk Galizien 24 war ein Wahlkreis für die Wahlen zum Abgeordnetenhaus im österreichischen Kronland Galizien. Der Wahlbezirk wurde 1907 mit der Einführung der Reichsratswahlordnung geschaffen und bestand bis zum Zusammenbruch der Habsburgermonarchie.

## Geschichte
Nachdem der Reichsrat im Herbst 1906 das allgemeine, gleiche, geheime und direkte Männerwahlrecht beschlossen hatte, wurde mit 26. Jänner 1907 die große Wahlrechtsreform durch Sanktionierung von Kaiser Franz Joseph I. gültig. Mit der neuen Reichsratswahlordnung schuf man insgesamt 516 Wahlbezirke, wobei mit Ausnahme Galiziens in jedem Wahlbezirk ein Abgeordneter im Zuge der Reichsratswahl gewählt wurde. In Galizien wurde in den Städtewahlkreisen je ein Abgeordneter gewählt, in den Landgemeindewahlkreisen Galiziens wurden zwei Abgeordneter ermittelt.
Der Wahlkreis Galizien 24 umfasste die Städte Jasło, Gorlice, Grybów, Biecz, Strzyżów, Frysztak, Pilzno und Dębica.
Aus der Reichsratswahl 1907 ging der Vertreter der Polnisch-Klerikale Leon Pastor als Sieger hervor. Pastor trat bei der Reichsratswahl 1911 nicht mehr an, woraufhin sich der Polnisch-Konservative Władysław Leopold Jaworski durchsetzen konnte.

## Wahlergebnisse

### Reichsratswahl 1907
Die Reichsratswahl 1907 wurde am 14. Mai 1907 (erster Wahlgang) durchgeführt. Die Stichwahl entfiel auf Grund der absoluten Mehrheit für Pastor im ersten Wahlgang.
| Kandidat                                                                    | Partei                                 | Wahlkreis- stimmen | Prozent |
| --------------------------------------------------------------------------- | -------------------------------------- | ------------------ | ------- |
| Leon Pastor                                                                 | polnisch-klerikal / polnisches Zentrum | 3283               | 74,4 %  |
| Stanisław Dihm                                                              | Polnische Demokratische Partei         | 633                | 14,3 %  |
| Tadeusz Tokarski                                                            | Polnische Sozialdemokratische Partei   | 483                | 10,9 %  |
|                                                                             | zersplitterte Stimmen                  | 14                 | 0,3 %   |
| Wahlberechtigte: 5227, Ungültige/Leere Stimmen: 19, Wahlbeteiligung: 84,8 % |                                        |                    |         |

### Reichsratswahl 1911
Die Reichsratswahl 1911 wurde am 13. Juni 1911 durchgeführt. Die Stichwahl entfiel auf Grund der absoluten Mehrheit für Jaworski im ersten Wahlgang.
| Kandidat                                                                    | Partei                               | Wahlkreis- stimmen | Prozent |
| --------------------------------------------------------------------------- | ------------------------------------ | ------------------ | ------- |
| Władysław Leopold Jaworski                                                  | polnisch konservativ SPN             | 3776               | 74,3 %  |
| Maryan Starzewski                                                           | Polnische Sozialdemokratische Partei | 1264               | 24,9 %  |
| Ignacy Zielinski                                                            | Unabhängiger                         | 0                  | 0,0 %   |
|                                                                             | zersplitterte Stimmen                | 40                 | 0,8 %   |
| Wahlberechtigte: 6004, Ungültige/Leere Stimmen: 31, Wahlbeteiligung: 85,1 % |                                      |                    |         |